# Tahua (Potosí)
Tahua ist eine Ortschaft im Departamento Potosí im Hochland des südamerikanischen Anden-Staates Bolivien.

## Lage im Nahraum
Tahua ist zentraler Ort des Municipio Tahua in der Provinz Daniel Campos. Die Ortschaft liegt auf einer Höhe von 3686 m am Fuße des Stratovulkans Tunupa (5432 m). Tahua liegt am nördlichen Ufer des Salzsees Salar de Uyuni, dem größten Salzsee der Erde, an einem der periodisch fließenden Bachläufe, die vom Tunupa zum Salzsee hin fließen.

## Geographie
Tahua liegt auf dem bolivianischen Altiplano zwischen der Cordillera Occidental im Westen und der Cordillera Central im Osten. Das Klima ist arid und ein typisches Tageszeitenklima, bei dem die Schwankungen der mittleren Tagestemperaturen stärker ausfallen als die jahreszeitlichen Schwankungen.
Der Jahresniederschlag beträgt nur 200 mm (siehe Klimadiagramm Salinas de Garcí Mendoza), bei einer ausgeprägten Trockenzeit von April bis November mit nur sporadischem Niederschlag; nur im Sommer von Dezember bis März fallen nennenswerte Niederschläge zwischen 20 und 70 mm im Monat. Die mittlere Durchschnittstemperatur der Region liegt bei etwa 4,5 °C und schwankt nur unwesentlich zwischen 0 °C im Juli und 7 °C im Januar.

## Verkehrsnetz
Tahua liegt in einer Entfernung von 380 Straßenkilometern westlich von Potosí, der Hauptstadt des Departamentos.
Von Potosí aus führt die Nationalstraße Ruta 1 über eine Strecke von 203 Kilometer in nordwestlicher Richtung über Yocalla nach Challapata. In Challapata zweigt die Ruta 30 nach Südwesten ab und führt nach dreißig Kilometern über Santiago de Huari zum Río Laca Jahuira. Unmittelbar nach Überquerung des Flussbetts zweigt eine unbefestigte Landstraße in westlicher Richtung ab, die über Santuario de Quillacas und Bengal Vinto nach 115 Kilometern Salinas de Garcí Mendoza erreicht. Von hier aus sind es noch einmal 32 Kilometer in südlicher Richtung bis Tahua.

## Bevölkerung
Die Einwohnerzahl der Ortschaft ist in den vergangenen beiden Jahrzehnten um etwa die Hälfte angestiegen:
| Jahr | Einwohner | Quelle       |
| ---- | --------- | ------------ |
| 1992 | 229       | Volkszählung |
| 2001 | 265       | Volkszählung |
| 2012 | 365       | Volkszählung |
| 2024 |           | Volkszählung |

Die Region weist einen hohen Anteil an Aymara-Bevölkerung auf, im Municipio Tahua sprechen 68 Prozent der Bevölkerung Aymara.

## Infrastruktur
Mit Unterstützung durch die niederländische Stiftung Window to the World ist in Tahua im November 2010 eine Internatsschule eröffnet worden, die nach Ablauf der Sommerferien im März 2011 ihren Betrieb aufgenommen hat.